# 我们赖以生存的隐喻
《我们赖以生存的隐喻》（英語：Metaphors We Live By），喬治·萊考夫和马克·约翰逊作书，出版于1980年。书中认为隐喻是一种工具，让人们能够直接利用自己对身体和社会经验的了解，来理解工作、时间、心理活动和情感等更抽象的事物。